# Gernot Wottawah

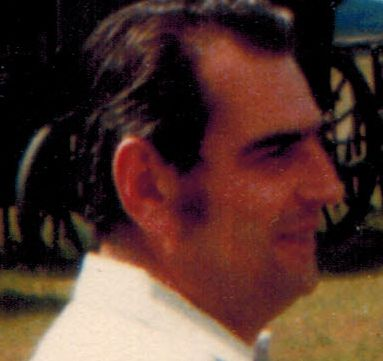
Gernot Wottawah OSB (1980)

Gernot Wottawah OSB (* 12. Februar 1940 in Seifen, Reichsgau Sudetenland als Roland Wottawah; † 15. September 2007 in St. Ottilien, Eresing, Bayern, Deutschland) war ein deutscher Geistlicher, der ab den 1970er Jahren als Missionar in Afrika diente und in den Jahren 1982 bis 2002 der erste Abt der Herz-Jesu-Abtei Inkamana in Vryheid, Südafrika, war.

## Leben
Gernot Wottawah wurde am 12. Februar 1940 als Sohn des Kaufmanns Hans Wottawah und dessen Ehefrau Rosa im Bergwerksdorf Seifen im Reichsgau Sudetenland geboren und in weiterer Folge auf den Namen Roland getauft. Ein Jahr später wurde sein Bruder Erich (Ordensname: Herbert Wottawah; 1941–2009) geboren, der ebenfalls Priester wurde und als solcher ab den frühen 1970er Jahren vor allem in Südkorea tätig war. Ihr Vater, der während des Zweiten Weltkriegs an der Ostfront diente, kehrte nicht mehr aus dem Krieg zurück und wurde als vermisst gemeldet. Mit Ende des Krieges war die Familie durch die Vertreibung der Deutschen aus der Tschechoslowakei gezwungen, ihre Heimat zu verlassen, woraufhin die Mutter mit den beiden Söhnen ins oberbayerische Wellheim kam. Dort besuchten die beiden Brüder auch die Volksschule, ehe Roland Wottawah 1951 an das Humanistische Gymnasium von St. Ottilien kam, an das ein Jahr später auch sein jüngerer Bruder Erich wechselte. Ihre Schulbildung schlossen die Brüder mit dem Abitur am Humanistischen Gymnasium ab und traten daraufhin in die Erzabtei St. Ottilien ein. Hier erhielt Roland Wottawah den Ordensnamen Gernot und legte am 25. September 1961 seine einfache Profess ab. Nach ebendieser studierte er zwei Jahre lang Philosophie an der Ordenshochschule St. Ottilien und danach vier weitere Jahre Theologie an der Ludwig-Maximilians-Universität München. Während dieser Zeit legte er am 27. September 1964 auch seine feierliche Profess ab.
Am 4. September 1966 erfolgte unter Aurelian Bilgeri, dem damaligen Bischof von Eshowe (Zululand), Wottawahs Priesterweihe in St. Ottilien. Bald darauf setzte er seine Studien am Münchner Institut für Kirchenrecht fort und beendete das Studium im Jahre 1972. Nachdem er in sein Kloster zurückgekehrt war, wurde Wottawah Präfekt im Seminar und wenig später auch Kongregationssekretär der Benediktinerkongregation von St. Ottilien. Dabei löste er Viktor Josef Dammertz ab, der von 1960 bis 1975 diese Funktion ausgeübt hatte. Als Kongregationssekretär begleitete Wottawah im Jahre 1978 Erzabt Notker Wolf zur kanonischen Visitation des Konventualpriorates Inkamana nach Vryheid in Südafrika. Dort trat er nach der Resignation des Priors Elmar Kimmel (1914–1980) am 16. August 1978 im darauffolgenden Januar 1979 dessen Nachfolge als Prior an. Als das Kloster am 25. Februar 1982 vom Konventualpriorat zur Abtei erhoben wurde, wurde Wottawah zum ersten Abt gewählt und am 20. März 1982 als solcher benediziert. In dieser Funktion führte er das Kloster in den 1980er und 1990er Jahren durch eine Phase des Übergangs. Zum Zeitpunkt der Übernahme des Klosters als Prior war Inkamana noch Missionsland. Dem Konvent gehörten damals 54 Mönche an, davon 52 Europäer und lediglich zwei Afrikaner. Erst unter Wottawahs Führung wurde darauf gesetzt, Inkamana „afrikanisch“ zu machen, was bedeutete, dass viele Afrikaner im Konvent aufgenommen wurden.
Während Wottawahs Wirkens entstanden aus den bisherigen Missionsstationen eigenständige Pfarreien und auch die Aufgaben der Missionare wurde im Laufe der Zeit größtenteils vom Diözesanklerus übernommen. Die Abtei entwickelte sich zu einem monastischen Zentrum, von dem aus auch weitere Klöster, wie unter anderem das Benediktinerkloster Waldfrieden in der namibischen Gemeinde Omaruru, dessen Gründer Wottawah ist, entstanden. Neben dem 1998 eröffneten Kloster Waldfrieden entstand bereits 1992 ein Studienhaus in Cedara in Südafrika. Zwischen 1982 und 1993 ließ Wottawah die Abtei, um den wachsenden Raumbedarf des Konvents und der Schule decken zu können, mehrmals erweitern, wobei der Höhepunkt dieser Tätigkeiten von 1995 bis 1997 die umfassende Renovierung der in den 1950er Jahren erbauten Klosterkirche war. Auch kümmerte sich Wottawah um die klösterliche Liturgie, indem er liturgische Texte und Melodien sammelte und daraus eine neue Serie von Chorbüchern zusammenstellte. Dabei hatte er großen Anteil daran, dass große Teile des Offiziums, wie bis dahin üblich, nicht nur rezitiert wurden, sondern auch gesungen werden konnten. Als Wottawah zu Weihnachten 2002, nachdem er mehrere leichte Schlaganfälle erlitten hatte, von seinem Amt zurückgetreten war, bestand der Konvent des Klosters bereits zur Hälfte aus Afrikanern (25 von 52 Mönchen). Insgesamt traten während seiner zwanzigjährigen Amtszeit 150 Kandidaten in das Kloster ein. Nachfolger Wottawahs als Abt von Inkamana wurde Gottfried/Godfrey Sieber.
Seinen letzten Jahre verbrachte er größtenteils im Benediktinerkloster Waldfrieden (auch St.-Bonifaz-Kloster) und starb am 15. September 2007 während eines Erholungsaufenthaltes in St. Ottilien, wo er sich seit Mitte Juni 2007 aufhielt. Aufgrund der Schlaganfälle in seiner Bewegung eingeschränkt, wollte er sich in Deutschland ärztlich behandeln lassen. Eine Woche nach seinem Ableben wurde Wottawah am 22. September 2007 auf dem Klosterfriedhof von St. Ottilien beerdigt. Knapp zwei Jahre später verstarb auch sein Bruder überraschend im Alter von 68 Jahren.